# Cerastium scaranii
Cerastium scaranii är en nejlikväxtart som beskrevs av Michele Tenore. Cerastium scaranii ingår i släktet arvar, och familjen nejlikväxter. Inga underarter finns listade i Catalogue of Life.